# Кисличник двустолбчатый
Кисли́чник двусто́лбчатый (лат. Oxýria digýna) — травянистое растение из рода Кисличник (Oxyria) семейства Гречишные (Polygonaceae). Растение также имеет названия: Mountain sorrel (горный щавель), Sheep sorrel (овечий щавель) и Miner’s Lettuce (шахтёрский латук).

## Ботаническое описание
Многолетнее растение 10—90 см высотой, с несколько ребристым гладким стеблем. Стебель при основании стелющийся, от середины восходящий, на верхушке слабо ветвистый. Корневище толстое 0,5—1 см толщины.
Листья собраны в прикорневой розетке (реже на стебле имеется 1—2 листа), почковидные, длинночерешковые, чаще серо-зелёной окраски, у затенённых растений — бледно-зелёные. Пластинка их сердцевидно-почковидная, 0,7—7 см длиной, всегда шире своей длины, с широкой выемкой при основании.
Цветки белые, розовые с тёмными пыльниками, обоеполые на тонких, внизу сочленяющихся цветоножках, собраны по 2—6 на концах стеблей и ветвей и образуют кистевидное узкое соцветие. Околоцветник около 1,5 мм длиной, 4-членный, светло-зелёный, 2 наружные доли его узкие, отогнутые вниз, внутренние — 2 листочка обратнояйцевидные, широкие, крупные, прямостоячие. Тычинок 6, пестик с 2 короткими столбиками и кистевидными рыльцами.
Характерным является плод с широкими, целиком его закрывающими крыльями. Плод — плоскосжатый, по краю плёнчато-крылатый орешек почти округлой формы, на верхушке выемчатый, 2,5—3,5 мм длиной.
Цветёт с середины июля до середины сентября. Размножается в культуре делением весной и посевом свежесобранных семян. Можно сеять весной.

## Распространение
Распространён на Кавказе (альпийская область всего Кавказа), в Арктике, в Западной и Восточной Сибири, горных районах Средней Азии, на Дальнем Востоке, в горах Европы, Азии, Северной Америки, в полярной Канаде и на Аляске.
Полярно-арктические и альпийские растения сырых тундр, приснежников, растёт по берегам ручьёв, на сырых скалах, на приречных и приморских галечниках и песках, каменистых склонах.
В культуре требует полутенистого местоположения и влажной, богатой гумусом гравийной почвы.

## Химический состав
В корнях обнаружены витамины C, K, каротин, катехины (d-катехин, 1-эпикатехин, 1-галлокатехин, 1-эпикатехингаллат, эпигаллокатехингаллат), лейкоантоцианидины (лейкоцианидин, лейкодельфинидин). В надземной части содержится каротин (максимальное содержание во время цветения), фенолкарбоновые кислоты (кофейная, хлорогеновая), флавоноиды. В листьях найдены органические кислоты (щавелевая, лимонная), витамины C, K, PP, каротин, дубильные вещества, флавоноиды, антрахиноны. Соцветия содержат дубильные вещества, флавоноиды, антрахиноны, а плоды — витамины C, K, PP, каротин.
Надземные части содержат значительное количество углеводов. По наблюдениям в Гренландии наибольшие углеводов приурочено к началу и к концу вегетационного периода. Содержание углеводов изменяется в течение дня и от дня ко дню. Максимальное количество наблюдаться после полуденные часы.
| Место взятия образца | Фаза вегетации | От нерастворённого в спирте вещества в % | От нерастворённого в спирте вещества в % | От нерастворённого в спирте вещества в % | От нерастворённого в спирте вещества в % |
| Место взятия образца | Фаза вегетации | крахмал                                  | редуцир. сахара                          | всего сахаров                            | всего углеводов                          |
| -------------------- | -------------- | ---------------------------------------- | ---------------------------------------- | ---------------------------------------- | ---------------------------------------- |
| Каракорум, Гималаи   | Цветение       | 11,3                                     | 6,3                                      | 9,98                                     | 21,01                                    |
| Каракорум, Гималаи   | Плодоношение   | 2,20                                     | 12,97                                    | 19,31                                    | 21,51                                    |
| Гренландия           | Плодоношение   | 3,47                                     | 11,88                                    | 18,37                                    | 21,84                                    |

## Значение и применение
С лечебной целью используется трава, листья. Траву используют как жаропонижающее и противоцинготное средство, а листья — как вяжущее и противопоносное средство.
Листья используют в пищу в виде салатов, как источник витаминов A и C.
По наблюдениям О. И. Семенова-Тян-Шанского в Лапландском заповеднике растение летом поедается северным оленем (Rangifer tarandus Linnaeus).
Ценное противоцинготное средство.